# Victorija Kalinina
Victorija Victorovna Kalinina (ryska: Виктория Викторовна Калинина) född 8 december 1988 i Maikop i Sovjetunionen, är en rysk handbollsmålvakt.

## Karriär

### Klubblagsspel
Viktorija Kalinina spelade till 2009 för GK 53 Moskau. Det året anslöt målvakten till Zvezda Zvenigorod. Med den klubben vann hon 2010 och 2011 den ryska cupen. 2013 skrev hon kontrakt med FK Kuban Krasnodar och spelade där i två år. I februari 2015 bytte hon klubb till   Astrachanotschka.  Astrachanotschka vann 2016 det ryska mästerskapert, men Kalinina återvände ändå till Kuban Krasnodar. Säsongen 2018-2019 gjorde hon ett avbrott i karriären på grund av gravidiet.

### Landslagsspel
Vid OS 2016 i Rio de Janeiro vann hon guldet med ryska laget. I förrundan mot Sydkorea kom Kalinina in i andra halvlek då det stod 13-20 till Sydkorea. Kalinina tog sen 69 procent av skotten i andra halvleken och Ryssland vann matchen med 30-25, alltså 17-5 på den tid Kalinina spelade i andra halvlek. Hon återkom sommaren 2019 till ryska landslaget. Vid VM 2019 i Japan var hon med och vann ett brons för Ryssland. Hon deltog i OS 2020 i Tokyo och tog silvermedalj.